# Longue Marche 10
Longue Marche 10 (en chinois : 长征十号 ; pinyin : chángzhēng jiǔ hào) ou CZ-10, également désigné sous l'appellation Fusée habitée de nouvelle génération (en chinois : 新一代载人运载火箭) ou fusée 921 et par le passé CZ-5DY ou CZ-5G, sera un lanceur spatial super lourd chinois, avec la capacité de placer 70 tonnes en orbite basse et 27 tonnes sur une orbite de transfert vers la Lune. Il est développé par l'Académie chinoise de technologie des lanceurs (CALT), filiale de la Société de sciences et technologies aérospatiales de Chine (CASC) chargée de la conception des lanceurs Longue Marche, dans l'objectif des missions avec équipage vers la Lune. Son architecture est similaire à celle de la fusée Falcon Heavy. La propulsion des 1er et 2e étages est confiée à des moteurs-fusées YF-100 (qui propulsent également les Longue Marche 5, 7 et 8) et celle du 3e étage au moteur YF-75.
Son premier vol est prévu en 2027. Le premier test de fonctionnement d'un élément du 1er étage a lieu le 14 juin 2024. Il est prévu que vers 2030 deux exemplaires soient utilisés pour les missions lunaires : un exemplaire placera en orbite le vaisseau spatial habité chinois de nouvelle génération et le deuxième exemplaire le module lunaire chargé de déposer à la surface de la Lune les astronautes chinois.

## Historique

### Le long processus de définition des lanceurs lunaires chinois

#### Première version des lanceurs chinois super lourds
L'étude d'un lanceur super lourd, conçu pour déposer un équipage sur le sol de la Lune est annoncé par la Chine en 2011, alors qu'aucun projet de ce type n'est encore à l'époque planifié. L'Académie chinoise de technologie des lanceurs (CALT), filiale de la Société de sciences et technologies aérospatiales de Chine (CASC) chargée de la conception des lanceurs Longue Marche retient deux configurations, toutes deux capables de placer environ 130 tonnes en orbite basse, soit une capacité équivalente à celle de la fusée Saturn V du programme Apollo.
Des travaux préliminaires sont engagés pour développer les moteurs-fusées qui doivent propulser le lanceur. Deux moteurs sont à l'étude à l'Institut de la propulsion aérospatiale de Pékin rattaché à CALT : l'YF-650, un moteur à ergols liquides brûlant un mélange de kérosène-oxygène liquide de la classe du F-1 américain (650 tonnes de poussée) et l'YF-220, un moteur brûlant un mélange hydrogène liquide-oxygène liquide d'une poussée de 200 tonnes.
Fin 2014, le premier vol est prévu en 2028 puis est repoussé à 2030 dans une annonce de la Société de sciences et technologies aérospatiales de Chine faite en 2019.
Les ingénieurs étudient également une version plus légère capable de placer 70 tonnes en orbite basse, similaire au bloc 1 du lanceur américain Space Launch System en cours de développement.

#### Deuxième version (juin 2021)
En juin 2021, Long Lehao, ingénieur en chef des lanceurs Longue Marche, présente une nouvelle architecture de la fusée Longue Marche 9 très différente de la conception antérieure. Le lanceur est désormais dépourvu de propulseurs d'appoint. Sa charge utile est accrue car il est capable de placer 150 tonnes en orbite basse. Il est haut de 108 mètres pour un diamètre de 10,6 mètres. Ses trois étages sont propulsés par des moteurs-fusées YF-135 de 3,6 mégaNewtons de poussée brûlant un mélange de kérosène et d'oxygène. Ce nouveau moteur est une version à chambre de combustion unique du YF-130 proposé dans les versions antérieures (l'équivalent du RD-191 russe). Le premier étage dispose de 16 moteurs de ce type (5 872 tonnes de poussée au décollage), le deuxième étage de quatre moteurs et le troisième étage d'un moteur. La coiffe a un diamètre de 9 mètres.
En parallèle il est prévu de développer une deuxième fusée super lourde moins puissante (70 tonnes en orbite basse, 27 tonnes sur une orbite lunaire) dérivée de la Longue Marche 5. Baptisée initialement « fusée 921 » elle reçoit le nom officiel de CZ-5DY. Une fusée ayant une configuration proche avait déjà été présentée en 2011. Utilisant du kérosène et de l'oxygène, ce lanceur de 2 680 tonnes comprend un premier étage constitué de trois ensembles similaires propulsés chacun par sept YF-100K. Il s'agit d'une version améliorée du YF-100 qui propulse les Longue Marche 5, 7 et 8. Le deuxième étage est propulsé par deux YF-100M et le troisième étage par trois YF-75D. Ce lanceur sera utilisé pour les premières missions avec équipage sur le sol lunaire. Deux lanceurs seront nécessaires pour permettre à un petit atterrisseur lunaire de déposer deux hommes à la surface.
La nouvelle conception de la Longue Marche 9 permet d'éviter le chevauchement entre ses capacités et celles de la CZ-5DY. D'autre part la Longue Marche 9 dispose désormais d'une marge de croissance par l'ajout de propulseurs d'appoint.

#### Troisième version de laLongue Marche 9(novembre 2022)
L'architecture de ce lanceur présentée au salon de l'aéronautique de Zhuhai qui se déroule début novembre 2022 est complètement remanié. Les principales modifications portent sur le caractère réutilisable du premier étage, l'abandon des propulseurs d'appoint et le choix d'un grand nombre moteurs-fusées à faible poussée (24 × 240 tonnes) brûlant du kérosène et de l'oxygène pour la propulsion du premier étage. Le constructeur chinois ne reprend donc pas les moteurs-fusées kerolox à cycle fermé YF-135 de 370 tonnes de poussée et le moteur-fusée hydrolox YF-90 de 220 tonnes de poussée de la version de 2021. CALT envisage à plus long terme d'utiliser pour propulser son premier étage des moteurs brûlant du méthane. Cette nouvelle version s'éloigne du modèle du SLS pour se rapprocher de celui du Starship. Le premier vol est prévu vers 2030.

#### Officialisation de laLongue Marche 10exCZ-5DY
Dans le cadre d'une exposition consacrée aux 30 ans du programme habité chinois et qui a lieu au Musée national de Pékin, le développement de la CZ-5DY, rebaptisée Longue Marche 10, est rendu officiel. Le premier vol est prévu en 2027. Deux exemplaires doivent être utilisés pour lancer d'une part le vaisseau spatial habité chinois de nouvelle génération et d'autre part le deuxième exemplaire le module lunaire chargé de déposer à la surface de la Lune les astronautes chinois. Cette première mission interviendra vers 2030. La Longue Marche 9 devrait être utilisée pour lancer par la suite une version du module lunaire plus lourde et permettre la création d'une base lunaire permanente. Le développement d'une version plus légère, baptisée CZ-5ZRL, comprenant deux étages avec un premier étage réutilisable (capacité 14 tonnes vers l'orbite terrestre basse dans sa version réutilisable et 17 tonnes dans sa version non réutilisable) est également prévu.

### Développement
Le premier test de fonctionnement d'un élément du lanceur spatial Longue Marche 10 a lieu le 14 juin 2024. Un des trois modules de 5 mètres de diamètre du premier étage, équipé de trois moteurs-fusées YF-100K (au lieu de 7 dans la version opérationnelle), a été testé sur un banc d'essais de l'Institut 101 de Pékin alors qu'habituellement les moteurs des fusées Longue Marche sont testés sur les bancs d'essais de l'Institut 165 situé à Xi'an dans le Shaanxi.

## Caractéristiques techniques
Le lanceur Longue Marche 10 a une masse totale au lancement de 2 187 tonnes. Il est haut de 88,5 mètres dans sa version cargo et de 91,6 m dans la version utilisée pour lancer le vaisseau contenant l'équipage. Il permet de placer une charge utile de 70 tonnes en orbite terrestre basse et de 27 tonnes sur une orbite de transfert lunaire. L'architecture est proche de celle de la fusée Falcon Heavy de SpaceX : 
- Le premier étage comprend trois modules identiques chacun propulsé par sept moteurs-fusées YF-100K brulant du kérosène et de l'oxygène. Ce moteur est une version améliorée du YF-100 qui propulse les Longue Marche 5, 7 et 8. La poussée totale au décollage est de 2 678 tonnes.
- Le deuxième étage d'un diamètre de 5 mètres est propulsé par deux YF-100M, version du YF-100K optimisée pour le fonctionnement dans le vide.
- Le troisième étage est propulsé par trois YF-75E brulant un mélange d'oxygène liquide et d'hydrogène liquide.

### La versionCZ-5ZRL(Longue Marche 10A) pour l'orbite basse terrestre
La version CZ-5ZRL (Longue Marche 10A) développée pour desservir l'orbite terrestre basse et qui devrait voler en premier vers 2025 se différencie de la manière suivante :
- Premier étage réutilisable (option).
- Capacité en orbite basse terrestre : 14 tonnes dans sa version réutilisable et 17 tonnes dans sa version non réutilisable
- Premier étage ne comprenant qu'un seul module (7 moteurs-fusées YF-100K au lieu de 21).
- Un seul moteur-fusée YF-100M pour le deuxième étage
- Pas de troisième étage.

## Comparaison des différents lanceurs super lourds chinois
|                                | Longue Marche 10            | CZ-5ZRL (Longue Marche 10A)            | Longue Marche 9        |
| ------------------------------ | --------------------------- | -------------------------------------- | ---------------------- |
| Premier vol                    | 2027                        | 2025                                   | 2030                   |
| Type de mission                | Spatial habité lunaire      | Orbite terrestre basse                 | Spatial habité lunaire |
| Charge utile orbite basse      | 70 tonnes                   | 14 tonnes (17 tonnes non réutilisable) | 150 tonnes             |
| Charge utile transfert lunaire | 27 tonnes                   |                                        | 50 tonnes              |
| hauteur                        | 91,6 m version cargo 88,5 m | 67 m                                   | 108 m                  |
| Masse au décollage             | 2 187 tonnes                | 748 tonnes                             | 4 180 tonnes           |
| Premier étage                  |                             |                                        |                        |
| Diamètre                       | 3 x 5 mètres                | 5 mètres                               | 10 mètres              |
| Masse propergol                |                             |                                        |                        |
| Propulsion                     | 21 × YF-100K                | 7 × YF-100K                            | 24 ×                   |
| Poussée totale                 | 2 678 tonnes                | 873 tonnes                             | 5 740 tonnes           |
| Deuxième étage                 |                             |                                        |                        |
| Diamètre                       | 5 mètres                    | 5 mètres                               | 10 mètres              |
| Masse propergol                |                             | ?                                      | ?                      |
| Propulsion                     | 2 × YF-100M                 | 1 × YF-100M                            | 4 x ?                  |
| Poussée totale                 | ~250 t.                     | ~125 t.                                | 480 t.                 |
| Troisième étage                |                             |                                        |                        |
| Diamètre                       | 5 mètres                    |                                        | 10 mètres              |
| Masse propergol                | ?                           |                                        | ?                      |
| Propulsion                     | 3 × YF-75E                  |                                        | 1 x ?                  |
| Poussée totale                 | ?                           |                                        | 120 t.                 |